# José María Jiménez
José María Jiménez Sastre (El Barraco, Ávila, 6 de febrero de 1971 - Madrid, 6 de diciembre de 2003), apodado El Chava o El Chava Jiménez, fue un ciclista español profesional entre los años 1992 y 2002, durante los cuales consiguió 28 victorias.
Sus mayores éxitos deportivos los logró en la Vuelta a España donde, en sus distintas participaciones, consiguió nueve victorias de etapa y obtuvo en cuatro ocasiones la clasificación de la montaña, además de un pódium en 1998 y la Regularidad en 2001. También obtuvo el Campeonato de España de ciclismo en ruta en la edición de 1997.
Es uno de los productos de la cantera de ciclistas de la Fundación Provincial Deportiva Víctor Sastre, sita en El Barraco (provincia de Ávila). Además, era el cuñado de Carlos Sastre, ganador del Tour de Francia 2008. Está considerado uno de los mejores escaladores de la historia del ciclismo.

## Biografía
Desde sus inicios en el ciclismo destacó como escalador, su especialidad favorita. Sus más grandes gestas las llevó a cabo en la montaña, así como sus triunfos más importantes. Por el contrario; la contrarreloj era su punto más débil.
Sus comienzos en el ciclismo estaban asociados al equipo juvenil Peña Ángel Arroyo, formado en honor de su paisano Ángel Arroyo, quien fuera segundo en el Tour de Francia de 1983. De ese primer equipo pasó al Caja Rural Salamanca y finalmente al Banesto, en el que, como aficionado, sumó 12 triunfos, entre ellos, el más destacado, en el Circuito Montañés en 1992, cuando solo contaba con 21 años.
Empieza a destacar en el ciclismo a los 23 años, cuando en la temporada 1994 comienza a sumar numerosos triunfos. Tanto dentro del equipo Banesto como en el mundo del ciclismo español se le compara con Perico Delgado y se le señala como posible seguidor de Miguel Induráin en triunfos futuros. Su primera actuación como profesional fue un tercer puesto en la Subida al Naranco en 1993.
Llegó al ciclismo profesional en el mes de junio de 1993, cuando el equipo Banesto le presentó como neoprofesional para la temporada internacional que comenzaba. En ese año 1993 no alcanza individualmente ningún triunfo, pero sus aportaciones como gregario fueron apreciadas por José Miguel Echávarri dentro de un equipo que contaba como figura principal con Miguel Induráin.
En 1994, sus triunfos individuales comienzan con la victoria en la Subida a Urkiola; una etapa en el Memorial Luis Ocaña; una victoria de etapa y en la general final de la Vuelta a La Rioja, el mes de septiembre, prueba en la que se colocó por delante del suizo Alex Zülle. Pocas fechas después, completaba la temporada con el triunfo en el Memorial Galera, edición XXII, disputada en Granada y en la que terminó por delante de Perico Delgado en el año de su despedida.
En 1995 destaca su triunfo en la etapa reina de la Volta a Cataluña, el triunfo con el equipo de Banesto en el Campeonato de España de Fondo en Carretera, en el que queda segundo detrás de Jesús Montoya y delante de Vicente Aparicio. Con esa victoria quedaría acreditado para acudir a los Mundiales de Colombia, prueba que ganó Abraham Olano, proclamándose campeón del Mundo de Fondo en Carretera, seguido de Miguel Induráin. El Chava Jiménez ocuparía el puesto 13 en Duitama. Ese año debutó por primera vez en el Giro de Italia. No fue una carrera que se le diera especialmente bien ya que de las dos ediciones que corrió, este fue su mejor año terminando en el puesto 26.º de la general.
En 1996, Jiménez es operado en la clínica universitaria de Pamplona de una fractura de clavícula izquierda. La lesión se la produjo en la Clásica de Alcobendas el 12 de mayo de 1996. Ese año volvería a ser operado, en ese caso de próstata, en la clínica Puerta de Hierro de Madrid. La operación se llevó a cabo en junio y un mes después seguiría con complicaciones por el mismo tema. Ese mismo año significaría su primera participación en la Vuelta a España, finalizando 12.º en la clasificación general y terminando cuarto en la 19.ª etapa. También participa por primera vez en el Tour de Francia terminando 57.º en la general.
En 1997 fue el año en que se dio a conocer a título individual. Fue ganador del Campeonato de España de ciclismo en ruta y ganó una etapa de la Vuelta a España, así como la clasificación de la montaña. Fue en la Vuelta, precisamente, donde obtuvo sus mayores éxitos, atesorando nueve triunfos parciales y siendo ganador de la clasificación de la montaña en cuatro ocasiones y de la clasificación por puntos en una. Aquel mismo año finalizó 8.º en el Tour de Francia. También en esta temporada, Jiménez se anotaría el 4 de mayo la victoria final en la Vuelta a La Rioja, lo que supondría su segundo triunfo en la competición (primera en 1994).
En 1998 inicia el año anotándose la 3.ª etapa de la Dauphiné Libéré y su actuación en el Tour de Francia de ese mismo año se salda con la retirada en la 16.ª etapa, en la que acabarían dejando la competición todos los equipos españoles. Ya en la Vuelta a España termina 3.º por detrás de su compañero Abraham Olano y de Fernando Escartín, 1.º y 2.º respectivamente. Aquel mismo año, ganó por segunda vez consecutiva la clasificación de la montaña, además de vencer en las etapas 6.ª, 11.ª, 12.ª y 16.ª, todas ellas con final en alto. En la Vuelta siempre tuvo buenos resultados obteniendo en dicha carrera en sus participaciones; nueve triunfos parciales y en cuatro ocasiones se enfundo el maillot de campeón de la montaña y en una la clasificación por puntos.
En 1999 terminó en un meritorio 5.º puesto en la clasificación general de la Vuelta a España, además de repetir el triunfo en la clasificación de la montaña. Asimismo, Jiménez resultó uno de los protagonistas de la 8.ª etapa, en la cual se ascendió por primera vez el duro puerto de L'Angliru y en el que Jiménez consiguió vencer tras dar alcance durante la subida al ruso Pavel Tonkov. Esta victoria siempre ha estado envuelta en la polémica y hoy en día sigue siendo cuestionada, por la niebla de ese día y las motos. Ese año fue de nuevo al Giro de Italia y fue segundo en la 8.ª etapa que acababa en el Gran Sasso d'Italia (L'Aquila) por detrás únicamente del también fallecido Marco Pantani.
En 2000 en el Tour de Francia fue segundo en una trepidante 15.ª etapa en la que, Jiménez, tras varios minutos de escapada y a pocos kilómetros de la meta, sería alcanzado y adelantado por Marco Pantani que terminaría ganando esta épica etapa. El Chava también fue tercero en la 10.ª etapa, si bien en la clasificación general sólo pudo acabar en el puesto 23.º.
En 2001 en la Vuelta a España logra su cuarto triunfo en la clasificación de la montaña y el primero en la clasificación por puntos, consecuencia directa de los tres triunfos de etapa logrados, en las jornadas 8.ª, 11.ª y 12.ª, todas finalizadas en alto. También fue segundo en otra y dos veces cuarto.
Falleció en Madrid el 6 de diciembre de 2003 víctima de un infarto de miocardio.

## Legado
En su palmarés figuran también triunfos de etapa en vueltas cortas como la Vuelta a Asturias, el Dauphiné Libéré y la Volta a Cataluña, carrera esta última en la que venció en 2000 y fue 3.º en 1999.
Era considerado un ciclista impulsivo e individualista, llegando a atacar en condiciones poco favorables para el equipo, lo que le llevó a mantener enfrentamientos con algunos compañeros de equipo, como sucediera por ejemplo durante la disputa de la Vuelta ciclista a España 1998 con el jefe de filas del equipo, Abraham Olano.
Se retiró del ciclismo profesional en 2002, aquejado de una fuerte depresión. Falleció en Madrid el 6 de diciembre de 2003, a causa de un paro cardíaco.

## Polémica sobre el apodo: Chava o Chaba
Existe cierta polémica acerca de la grafía de su apodo, si bien la versión oficial, usada en su pueblo natal para el nombre de una calle
 y en su historia, parece ser con "v". Aunque muchos atribuyen su apodo a un apócope de chabacano, mote por el cual era conocida su familia en el pueblo desde tiempos de su abuelo, parece ser que el ciclista prefería que se escribiera con "v" para diferenciarlo de las connotaciones negativas del término.

## Vuelta a España
Participó por primera vez en la ronda española en 1996, finalizando 12.º en la clasificación general y terminando cuarto en la 19.ª etapa. En 1997, poco después de su victoria en el Campeonato nacional de fondo en carretera, Jiménez realizó su primera gran participación en la Vuelta. Ganó la clasificación de la montaña y la 19.ª etapa, y fue segundo en otras dos. Terminó 21.º en la clasificación general.
Su mejor resultado en la clasificación general lo consiguió en la Vuelta ciclista a España 1998, al terminar tercero por detrás de su compañero Abraham Olano y de Fernando Escartín, primero y segundo respectivamente. Aquel mismo año, ganó por segunda vez consecutiva la clasificación de la montaña, además de vencer en las etapas 6.ª, 11.ª, 12.ª y 16.ª, todas ellas con final en alto.
El Chava no pudo repetir los mismos resultados al año siguiente, a pesar de lo cual terminó en un meritorio quinto puesto en la general, además de repetir el triunfo en la clasificación de la montaña. Asimismo, Jiménez resultó uno de los protagonistas de la 8.ª etapa, en la cual se ascendió por primera vez el duro puerto de L'Angliru, y en el que Jiménez consiguió vencer tras dar alcance durante la subida al ruso Pavel Tonkov.
Jiménez volvió a participar en la Vuelta en el año 2001, logrando su cuarto triunfo en la clasificación de la montaña y el primero en la clasificación por puntos, consecuencia directa de los tres triunfos de etapa logrados, en las jornadas 8.ª, 11.ª y 12.ª, todas finalizadas en alto. También fue segundo en otra y dos veces cuarto.

## Giro de Italia y Tour de Francia
Participó en dos ocasiones en el Giro de Italia, en las ediciones de 1995 y 1999, si bien no alcanzó resultados destacables en la clasificación general de ninguna de ellas, siendo su mejor puesto el 26.º logrado en 1995. En 1999, fue segundo en la 8.ª etapa que acababa en el Gran Sasso d'Italia (L'Aquila) por detrás únicamente del también fallecido Marco Pantani. Su primera participación en la vuelta francesa fue en el Tour de Francia 1996, en el cual tuvo una discreta participación. En 1997 destacó más, finalizando 8.º en la clasificación general y llegando a ser quinto en la 9.ª etapa.
Tras abandonar en la 16.ª etapa de la edición de 1998, Jiménez tuvo otra buena actuación en el Tour de Francia 2000, donde fue segundo en la 14.ª etapa y tercero en la 10.ª, si bien en la clasificación general solo pudo ser 23.º.

## Palmarés
| 1992 - Circuito Montañés 1994 - Vuelta a La Rioja, más 1 etapa - Subida a Urkiola - Memorial Manuel Galera - 1 etapa de la Vuelta a Cuenca 1995 - Colorado Classic, más 3 etapas - 2.º en el Campeonato de España en Ruta - 1 etapa de la Volta a Cataluña 1996 - Subida a Urkiola 1997 - Campeonato de España en Ruta - 1 etapa de la Vuelta a España, más clasificación de la montaña - Vuelta a La Rioja, más 1 etapa | 1998 - 3.º en la Vuelta a España, más 4 etapas y clasificación de la montaña - 1 etapa de la Vuelta a Asturias - 1 etapa de la Dauphiné Libéré 1999 - 1 etapa de la Vuelta a España, más clasificación de la montaña 2000 - Volta a Cataluña, más 2 etapas - Clásica de los Alpes 2001 - 3 etapas de la Vuelta a España, más clasificación por puntos y clasificación de la montaña |

## Resultados en las Grandes Vueltas y Campeonatos del Mundo
Durante su carrera deportiva ha conseguido los siguientes puestos en las Grandes Vueltas y en los Campeonatos del Mundo en carretera:
| Carrera         | 1992 | 1993 | 1994 | 1995 | 1996 | 1997 | 1998 | 1999 | 2000 | 2001 | 2002 |
| --------------- | ---- | ---- | ---- | ---- | ---- | ---- | ---- | ---- | ---- | ---- | ---- |
| Giro de Italia  | -    | -    | -    | 26.º | -    | -    | -    | 33.º | -    | -    | -    |
| Tour de Francia | -    | -    | -    | -    | 57.º | 8.º  | Ab.  | -    | 23.º | -    | -    |
| Vuelta a España | -    | -    | -    | -    | 12.º | 21.º | 3.º  | 5.º  | Ab.  | 17.º | -    |
| Mundial en Ruta | -    | -    | -    | 13.º | -    | -    | -    | -    | -    | -    | -    |

-: no participa

Ab.: abandono

## Equipos
- Banesto (1992-2000)
- iBanesto.com (2001-2002)